# Koeleria carolii
Koeleria carolii là một loài thực vật có hoa trong họ Hòa thảo. Loài này được Emb. mô tả khoa học đầu tiên năm 1935.